# Dietmar Nöckler
Dietmar Nöckler (* 29. September 1988 in Bruneck) ist ein italienischer Skilangläufer.

## Werdegang
Nöckler nahm von 2006 bis 2011 vorwiegend am Skilanglauf-Alpencup teil, den er 2010 gewann. Sein erstes Weltcuprennen lief er im Februar 2009 in Valdidentro, welches er mit dem 40. Platz im Sprint beendete. 2011 gewann er den Toblach–Cortina über 42 km klassisch. Seine ersten Weltcuppunkte holte er in der Saison 2011/12. Die Tour de Ski 2011/12 beendete er auf dem 48. Platz. Bei der Tour de Ski 2012/13 erreichte er den 31. Rang. Sein bisher bestes Einzelweltcuprennen lief in der Saison 2012/13 in Lahti mit dem sechsten Platz über 15 km klassisch. Die Saison 2012/13 beendete er auf dem 40. Platz in der Weltcupgesamtwertung. Seine besten Platzierungen bei den nordischen Skiweltmeisterschaften 2013 im Val di Fiemme waren der 18. Platz im 50-km-Massenstartrennen und der vierte Platz mit der Staffel. Bei den Olympischen Winterspielen 2014 in Sotschi erreichte er den 11. Platz im Teamsprint und den fünften Platz mit der Staffel. Bei den italienischen Skilanglaufmeisterschaften 2014 errang er den zweiten Platz über 50 km Freistil und den ersten Rang über 15 km klassisch.
In der Saison 2014/15 belegte Nöckler den 44. Platz bei der Nordic Opening in Lillehammer und den 21. Rang bei der Tour de Ski 2015. Im Januar 2015 erreichte er in Otepää mit dem dritten Platz im Teamsprint zusammen mit Federico Pellegrino seine erste Podestplatzierung im Weltcup. Im folgenden Monat konnte er bei den nordischen Skiweltmeisterschaften 2015 in Falun diese Platzierung im Teamsprint wiederholen. Bei den Rollerski-Weltmeisterschaften 2015 im Val di Fiemme gewann er im Teamsprint zusammen mit Federico Pellegrino die Silbermedaille. Nach Platz 28 bei der Nordic Opening in Ruka zu Beginn der Saison 2015/16, belegte er im Januar 2016 in Nové Město den dritten Platz mit der Staffel und siegte in Planica zusammen mit Federico Pellegrino im Teamsprint. Zum Saisonende errang er den 23. Platz bei der Ski Tour Canada und den 70. Platz im Gesamtweltcup. Zu Beginn der folgenden Saison belegte er bei der Weltcup-Minitour in Lillehammer den 37. Platz. Im Januar 2017 siegte er im Alpencup in Planica über 15 km klassisch und wurde er beim Weltcup in Toblach zusammen mit Federico Pellegrino Dritter im Teamsprint. Beim Saisonhöhepunkt den nordischen Skiweltmeisterschaften 2017 in Lahti gewann er zusammen mit Federico Pellegrino die Silbermedaille im Teamsprint. Zudem errang er den 24. Platz über 15 km klassisch und den achten Platz mit der Staffel. Zum Saisonende kam er beim Weltcup-Finale in Québec auf den 13. Platz und erreichte den 60. Platz im Gesamtweltcup und den 47. Rang im Distanzweltcup. In der Saison 2017/18 errang er den 53. Platz beim Ruka Triple und den 46. Platz beim Weltcupfinale in Falun. Im Januar 2018 holte er in Dresden seinen zweiten Weltcupsieg zusammen mit Federico Pellegrino im Teamsprint. Bei den Olympischen Winterspielen 2018 in Pyeongchang lief er auf den 37. Platz im Skiathlon, auf den 21. Rang im 50-km-Massenstartrennen und auf den fünften Platz zusammen mit Federico Pellegrino im Teamsprint.

## Erfolge

### Weltcupsiege im Team
| Nr. | Datum           | Ort     | Disziplin                        |
| --- | --------------- | ------- | -------------------------------- |
| 1.  | 17. Januar 2016 | Planica | 6 × 1,2 km Teamsprint Freistil 1 |
| 2.  | 14. Januar 2018 | Dresden | 6 × 1,2 km Teamsprint Freistil 1 |
| 3.  | 5. Februar 2023 | Toblach | 4 × 7,5 km Staffel 2             |

### Siege bei Continental-Cup-Rennen
| Nr. | Datum             | Ort                     | Disziplin                   | Serie    |
| --- | ----------------- | ----------------------- | --------------------------- | -------- |
| 1.  | 20. Dezember 2009 | Hochfilzen              | 15 km klassisch Massenstart | Alpencup |
| 2.  | 10. Januar 2010   | Oberwiesenthal          | 15 km klassisch             | Alpencup |
| 3.  | 6. Februar 2010   | Campra                  | Sprint Freistil             | Alpencup |
| 4.  | 12. März 2010     | Rogla                   | 3 km Prolog klassisch       | Alpencup |
| 5.  | 15. Dezember 2013 | St. Ulrich am Pillersee | 15 km klassisch Massenstart | Alpencup |
| 6.  | 8. Januar 2017    | Planica                 | 15 km klassisch             | Alpencup |
| 7.  | 20. Dezember 2019 | St. Ulrich am Pillersee | 15 km klassisch             | Alpencup |
| 8.  | 5. Januar 2020    | Campra                  | 15 km klassisch             | Alpencup |
| 9.  | 12. März 2022     | Sappada                 | 15 km klassisch             | Alpencup |
| 10. | 4. Dezember 2022  | Santa Caterina Valfurva | 10 km klassisch             | Alpencup |

### Siege im Rollerski-Weltcup
| Nr. | Datum              | Ort     | Disziplin      |
| --- | ------------------ | ------- | -------------- |
| 1.  | 14. September 2012 | Toblach | 8 km klassisch |

### Siege bei Skimarathon-Rennen
- 2011 Toblach–Cortina, 42 km klassisch
- 2016 Gsieser-Tal-Lauf, 42 km klassisch

## Teilnahmen an Weltmeisterschaften und Olympischen Winterspielen

### Olympische Spiele
- 2014 Sotschi: 5. Platz Staffel, 11. Platz Teamsprint klassisch, 32. Platz 15 km klassisch, 37. Platz Sprint Freistil
- 2018 Pyeongchang: 5. Platz Teamsprint Freistil, 21. Platz 50 km klassisch Massenstart, 37. Platz 30 km Skiathlon

### Nordische Skiweltmeisterschaften
- 2013 Val di Fiemme: 4. Platz Staffel, 18. Platz 50 km klassisch Massenstart, 28. Platz 30 km Skiathlon, 35. Platz Sprint klassisch
- 2015 Falun: 3. Platz Teamsprint Freistil, 6. Platz Staffel, 12. Platz 50 km klassisch Massenstart
- 2017 Lahti: 2. Platz Teamsprint klassisch, 8. Platz Staffel, 24. Platz 15 km klassisch
- 2023 Planica: 9. Platz Staffel, 20. Platz 50 km klassisch Massenstart
- 2025 Trondheim: 16. Platz 10 km klassisch

### Rollerski-Weltmeisterschaften
- 2015 Val di Fiemme: 2. Platz Teamsprint Freistil

## Statistik

### Weltcup-Platzierungen
Die Tabelle zeigt die erreichten Platzierungen im Einzelnen.
- 1.–3. Platz: Anzahl der Podiumsplatzierungen
- Top 10: Anzahl der Platzierungen unter den ersten zehn
- Punkteränge: Anzahl der Platzierungen innerhalb der Punkteränge
- Starts: Anzahl gelaufener Rennen in der jeweiligen Disziplin
- Hinweis: Bei den Distanzrennen erfolgt die Einordnung gemäß FIS.

| Platzierung               | Distanzrennen a | Distanzrennen a | Distanzrennen a | Distanzrennen a | Distanzrennen a | Skiathlon Verfolgung | Sprint | Etappen- rennen b | Gesamt | Team   | Team    |
| Platzierung               | ≤ 5 km          | ≤ 10 km         | ≤ 15 km         | ≤ 30 km         | > 30 km         | Skiathlon Verfolgung | Sprint | Etappen- rennen b | Gesamt | Sprint | Staffel |
| ------------------------- | --------------- | --------------- | --------------- | --------------- | --------------- | -------------------- | ------ | ----------------- | ------ | ------ | ------- |
| 1. Platz                  |                 |                 |                 |                 |                 |                      |        |                   |        | 2      | 1       |
| 2. Platz                  |                 |                 |                 |                 |                 |                      |        |                   |        |        | 1       |
| 3. Platz                  |                 |                 |                 |                 |                 |                      |        |                   |        | 2      | 1       |
| Top 10                    |                 |                 | 6               |                 |                 | 2                    | 2      |                   | 10     | 6      | 10      |
| Punkteränge               | 1               | 5               | 22              | 3               | 3               | 16                   | 4      | 6                 | 60     | 8      | 10      |
| Starts                    | 8               | 17              | 49              | 7               | 7               | 41                   | 54     | 16                | 199    | 8      | 10      |
| Stand: Saisonende 2024/25 |                 |                 |                 |                 |                 |                      |        |                   |        |        |         |

### Weltcup-Wertungen
| Saison  | Gesamt | Gesamt | Distanz | Distanz | Sprint | Sprint |
| Saison  | Punkte | Platz  | Punkte  | Platz   | Punkte | Platz  |
| ------- | ------ | ------ | ------- | ------- | ------ | ------ |
| 2011/12 | 34     | 103.   | 6       | 92.     | 28     | 64.    |
| 2012/13 | 221    | 40.    | 155     | 32.     | 26     | 61.    |
| 2013/14 | 36     | 104.   | 24      | 72.     | 12     | 79.    |
| 2014/15 | 187    | 34.    | 147     | 32.     | -      | -      |
| 2015/16 | 78     | 70.    | 40      | 50.     | -      | -      |
| 2016/17 | 109    | 60.    | 69      | 47.     | -      | -      |
| 2017/18 | 31     | 92.    | 31      | 60.     | -      | -      |
| 2018/19 | 18     | 110.   | 18      | 76.     | -      | -      |
| 2020/21 | 1      | 146.   | 1       | 94.     | -      | -      |
| 2021/22 | 16     | 110.   | 16      | 63.     | -      | -      |
| 2022/23 | 190    | 82.    | 106     | 64.     | -      | -      |
| 2023/24 | 54     | 124.   | 54      | 86.     | -      | -      |
| 2024/25 | 17     | 179.   | 17      | 117.    | -      | -      |